# Lemula crucifera
Lemula crucifera là một loài bọ cánh cứng trong họ Cerambycidae.